# 上坂充

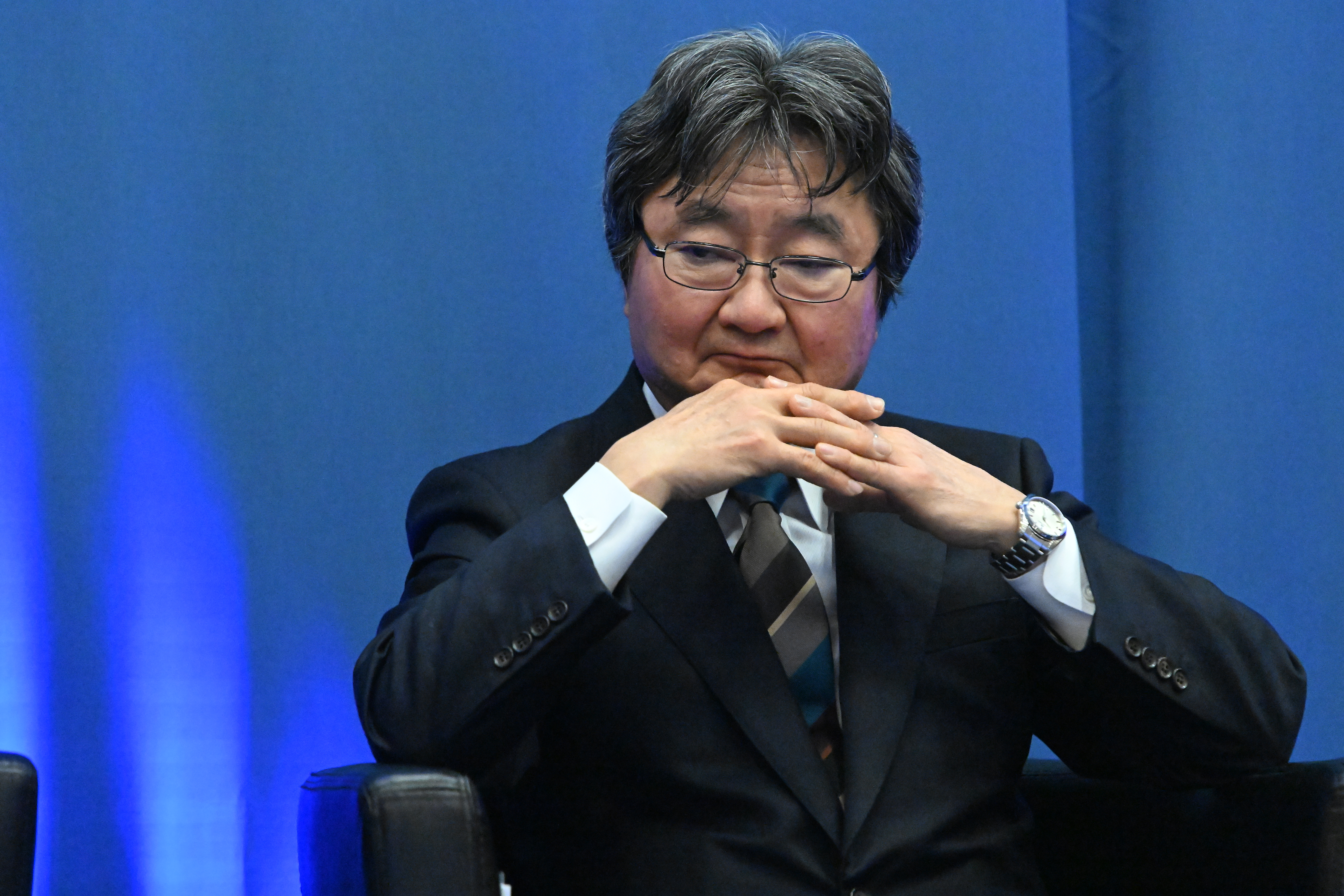
2024

上坂 充（うえさか みつる、1957年 - ） は、日本の原子力工学者。東京大学名誉教授。内閣府原子力委員会委員長。元日本原子力学会会長。

## 人物・経歴
聖光学院高等学校（横浜市）を経て、1980年東京大学工学部原子力工学科卒業。1985年東京大学大学院工学系研究科原子力工学専門課程博士課程修了、石川島播磨重工業入社。1991年東京大学工学部附属原子力工学研究施設助教授。1999年東京大学工学部附属原子力工学研究施設教授。2005年東京大学大学院工学系研究科原子力専攻教授。2016年日本原子力学会会長。2020年内閣府原子力委員会委員長。2021年東京大学名誉教授。